# کومبرلند وارد
کومبرلند وارد (انگلیسی: Cumberland Ward) یا بخش نوزدهم یک بخش شهرداری در اتاوا، انتاریو، کانادا است.